# Archigrammitis tahitensis
Archigrammitis tahitensis är en stensöteväxtart som först beskrevs av Carl Frederik Albert Christensen, och fick sitt nu gällande namn av Barbara S. Parris. Archigrammitis tahitensis ingår i släktet Archigrammitis och familjen Polypodiaceae. Inga underarter finns listade.